# She-Ra – Prinzessin der Macht/Episodenliste
Diese Episodenliste enthält sämtliche Episoden der US-amerikanischen Zeichentrickserie She-Ra – Prinzessin der Macht, die von 1985 bis 1986 in Syndication ausgestrahlt wurde. In Deutschland gehörte die Serie ab 1989 zum Senderahmen der Kinderserie Bim Bam Bino (Tele 5) und wurde bis 1992 mehrfach wiederholt.

## Staffel 1
| Folge | Code  | Titel                           | Originaltitel                   | Regisseur         | Erstausstrahlung (Syndication) |
| ----- | ----- | ------------------------------- | ------------------------------- | ----------------- | ------------------------------ |
| 01    | 67001 | Etheria                         | Into Etheria                    | Gwen Wetzler      | 09.09.1985                     |
| 02    | 67002 | Beast Land                      | Beast Island                    | Lou Kachivas      | 10.09.1985                     |
| 03    | 67003 | Tapfere She-Ra                  | She-Ra Unchained                | Bill Reed         | 11.09.1985                     |
| 04    | 67004 | Endlich vereint!                | Reunions                        | Bill Reed         | 12.09.1985                     |
| 05    | 67005 | Die große Schlacht              | The Battle For Brightmoon       | Ed Friedman       | 13.09.1985                     |
| 06    | 67006 | Das Duell bei Devlan            | Duel at Devlan                  | Bill Reed         | 06.12.1985                     |
| 07    | 67007 | Der Falke                       | The Sea Hawk                    | Bill Reed         | 16.09.1985                     |
| 08    | 67008 | Der rote Ritter                 | The Red Knight                  | Tom Sito          | 17.09.1985                     |
| 09    | 67009 | Die verlorene Axt               | The Missing Ax                  | Richard Trueblood | 18.09.1985                     |
| 10    | 67010 | Die Gefangenen von Beast Island | The Prisoners of Beast Island   | Richard Trueblood | 19.09.1985                     |
| 11    | 67011 | Der giftige Plan                | The Peril of Whispering Woods   | Lou Kachivas      | 20.09.1985                     |
| 12    | 67012 | Der lachende Drache             | The Laughing Dragon             | Ernie Schmidt     | 23.09.1985                     |
| 13    | 67013 | König Miro                      | King Miro's Journey             | Ed Friedman       | 24.09.1985                     |
| 14    | 67014 | Wahre Freunde                   | Friendship                      | Richard Trueblood | 25.09.1985                     |
| 15    | 67015 | Der magische Spiegel            | He Ain't Heavy                  | Tom Tataranowicz  | 26.09.1985                     |
| 16    | 67016 | Sea Hawks Rückkehr              | Return of the Sea Hawk          | Tom Tataranowicz  | 27.09.1985                     |
| 17    | 67017 | Die verlorene Sprache           | A Loss for Words                | Tom Sito          | 30.09.1985                     |
| 18    | 67018 | Horde Prime macht Urlaub        | Horde Prime Takes a Holiday     | Marsh Lamore      | 01.10.1985                     |
| 19    | 67019 | Das Schloss                     | Enchanted Castle                | Marsh Lamore      | 02.10.1985                     |
| 20    | 67020 | Drei mutige Herzen              | Three Courageous Hearts         | Tom Sito          | 03.10.1985                     |
| 21    | 67021 | Das Zauberschwert               | The Stone in the Sword          | Marsh Lamore      | 04.10.1985                     |
| 22    | 67022 | Das verzauberte Schloss         | The Crystal Castle              | Steve Clark       | 07.10.1985                     |
| 23    | 67023 | Die Krone der Weisheit          | The Crown of Knowledge          | Marsh Lamore      | 08.10.1985                     |
| 24    | 67024 | Die Minen von Mondor            | The Mines of Mondor             | Ernie Schmidt     | 09.10.1985                     |
| 25    | 67025 | Kleine Helden                   | Small Problems                  | Ed Friedman       | 10.10.1985                     |
| 26    | 67026 | Bücherverbrennung               | Book Burning                    | Ernie Schmidt     | 11.10.1985                     |
| 27    | 67027 | Der Zaubernebel                 | The Eldritch Mist               | Steve Clark       | 14.10.1985                     |
| 28    | 67028 | Bows Abschied                   | Bow's Farewell                  | Lou Kachivas      | 15.10.1985                     |
| 29    | 67029 | Der Prinz                       | The Price of Freedom            | Ed Friedman       | 16.10.1985                     |
| 30    | 67030 | Magische Musik                  | Play It Again, Bow              | Tom Sito          | 17.10.1985                     |
| 31    | 67031 | Der widerspenstige Zauberer     | The Reluctant Wizard            | Ernie Schmidt     | 18.10.1985                     |
| 32    | 67032 | Echte Freunde                   | Friends Are Where You Find Them | Richard Trueblood | 21.10.1985                     |
| 33    | 67033 | Nichts als Ärger                | A Talent for Trouble            | Mark Glamack      | 22.10.1985                     |
| 34    | 67034 | Der König der Trolle            | Troll's Dream                   | Bill Reed         | 23.10.1985                     |
| 35    | 67035 | Das Schicksalstor               | Gateway to Trouble              | Steve Clark       | 24.10.1985                     |
| 36    | 67036 | Die Einhörner in Gefahr         | The Unicorn King                | Marsh Lamore      | 25.10.1985                     |
| 37    | 67037 | Der ehrgeizige Lehrling         | The Anxious Apprentice          | Mark Glamack      | 28.10.1985                     |
| 38    | 67038 | Zoogeschichten                  | Zoo Story                       | Lou Kachivas      | 29.10.1985                     |
| 39    | 67039 | Die Welt der Dunkelheit         | Into the Dark Dimension         | Bill Reed         | 30.10.1985                     |
| 40    | 67040 | Der Schatz der Gründer          | Treasures of the First Ones     | Marsh Lamore      | 31.10.1985                     |
| 41    | 67041 | Glimmers Geschichte             | Glimmer's Story                 | Ed Friedman       | 01.11.1985                     |
| 42    | 67042 | Das Ebenbild                    | Enemy with My Face              | Richard Trueblood | 04.11.1985                     |
| 43    | 67043 | Kowl kommt zurück               | Welcome Back, Kowl              | Bill Reed         | 05.11.1985                     |
| 44    | 67044 | Die Steinmenschen               | The Rock People                 | Steve Clark       | 06.11.1985                     |
| 45    | 67045 | Huntara                         | Huntara                         | Tom Tataranowicz  | 07.11.1985                     |
| 46    | 67046 | Die Geschichte von Micah        | Micah of Bright Moon            | Bill Reed         | 08.11.1985                     |
| 47    | 67047 | Der schwarze Magier             | The Price of Power              | Marsh Lamore      | 11.11.1985                     |
| 48    | 67048 | Die Vögel                       | Birds of a Feather              | Mark Glamack      | 12.11.1985                     |
| 49    | 67049 | Das Geburtstagsgeschenk         | For Want of a Horse             | Mark Glamack      | 13.11.1985                     |
| 50    | 67050 | Die kleine Heldin               | Just Like Me                    | Tom Tataranowicz  | 14.11.1985                     |
| 51    | 67051 | Mein Freund, mein Feind         | My Friend, My Enemy             | Richard Trueblood | 15.11.1985                     |
| 52    | 67052 | Der Zauberer                    | The Wizard                      | Lou Kachivas      | 18.11.1985                     |
| 53    | 67053 | Ein neuer Freund                | Unexpected Ally                 | Lou Kachivas      | 19.11.1985                     |
| 54    | 67054 | Das Licht der Kristalle         | The Light of the Crystal        | Tom Sito          | 20.11.1985                     |
| 55    | 67055 | Loo-Kee hilft aus               | Loo-Kee Lends a Hand            | Mark Glamack      | 21.11.1985                     |
| 56    | 67056 | Der Zauberkäfig                 | Of Shadows and Skulls           | Ed Friedman       | 22.11.1985                     |
| 57    | 67057 | She-Ra in Not                   | Jungle Fever                    | Mark Glamack      | 25.11.1985                     |
| 58    | 67058 | Schwarzer Schnee                | Black Snow                      | Lou Kachivas      | 26.11.1985                     |
| 59    | 67059 | Lichtet den Anker (1)           | Anchors Aloft, Part 1           | Ernie Schmidt     | 27.11.1985                     |
| 60    | 67060 | Lichtet den Anker (2)           | Anchors Aloft, Part 2           | Bob Arkwright     | 28.11.1985                     |
| 61    | 67061 | Rauch und Feuer                 | Darksmoke and Fire              | Ernie Schmidt     | 29.11.1985                     |
| 62    | 67062 | Zauberkatzen                    | Magicats                        | Ed Friedman       | 02.12.1985                     |
| 63    | 67063 | Blumen für Hordak               | Flowers for Hordak              | Richard Trueblood | 03.12.1985                     |
| 64    | 67064 | Kind der Wildnis                | Wild Child                      | Bill Reed         | 04.12.1985                     |
| 65    | 67065 | Ein böser Zauber                | The Greatest Magic              | Tom Tataranowicz  | 11.10.1986                     |

## Staffel 2
| Folge | Code  | Titel                      | Originaltitel                      | Regisseur         | Erstausstrahlung (Syndication) |
| ----- | ----- | -------------------------- | ---------------------------------- | ----------------- | ------------------------------ |
| 66    | 67066 | She-Ra und ihre Freunde    | One to Count On                    | Bill Reed         | 13.09.1986                     |
| 67    | 67067 | General Sunder             | Return of the General              | Richard Trueblood | 20.09.1986                     |
| 68    | 67068 | Der magische Fluss         | Out of the Cocoon                  | Marsh Lamore      | 27.09.1986                     |
| 69    | 67069 | Der kleine Ausreißer       | A Lesson in Love                   | Ed Friedman       | 04.10.1986                     |
| 70    | 67070 | Der Zauberstein            | Something Old, Something New       | Richard Trueblood | 05.12.1986                     |
| 71    | 67071 | Loo Kee und seine Freundin | Loo-Kee's Sweety                   | Ernie Schmidt     | 12.09.1986                     |
| 72    | 67072 | Die Macht der Perle        | The Pearl                          | Lou Kachivas      | 18.10.1986                     |
| 73    | 67073 | Die Zeitmaschine           | The Time Transformer               | Lou Kachivas      | 19.09.1986                     |
| 74    | 67074 | Die Höhle der Stürme       | Above It All                       | Lou Kachivas      | 25.10.1986                     |
| 75    | 67075 | Der Tag der Blumen         | Day of the Flowers                 | Bill Reed         | 01.11.1986                     |
| 76    | 67076 | Das verborgene Dorf        | Brigis                             | Bill Reed         | 19.09.1986                     |
| 77    | 67077 | Das Amulett                | The Caregiver                      | Bill Reed         | 08.11.1986                     |
| 78    | 67078 | Der Wirbeltanz             | When Whispering Woods Last Bloomed | Ed Friedman       | 26.09.1986                     |
| 79    | 67079 | Das Versprechen            | Romeo and Glimmer                  | Tom Tataranowicz  | 15.11.1986                     |
| 80    | 67080 | Weg in die Freiheit        | The Perils of Peekablue            | Ernie Schmidt     | 22.11.1986                     |
| 81    | 67081 | Der Zirkus                 | Just the Way You Are               | Lou Kachivas      | 03.10.1986                     |
| 82    | 67082 | Ein treuer Freund          | The Locket                         | Richard Trueblood | 10.10.1986                     |
| 83    | 67083 | Gefährlicher Ausflug       | She-Ra Makes a Promise             | Tom Sito          | 17.10.1986                     |
| 84    | 67084 | Der Zauberstab             | Bow's Magical Gift                 | Lou Kachivas      | 24.10.1986                     |
| 85    | 67085 | Sweet Bee                  | Sweet Bee's Home                   | Tom Tataranowicz  | 29.11.1986                     |
| 86    | 67086 | Glimmer auf Abwegen        | Glimmer Come Home                  | Ernie Schmidt     | 31.10.1986                     |
| 87    | 67087 | Reingelegt!                | The Inspector                      | Bill Nunes        | 07.11.1986                     |
| 88    | 67088 | Magische Bilder            | Portrait of Doom                   | Bill Nunes        | 06.12.1986                     |
| 89    | 67089 | Der große Knall            | Hordak's Power Play                | Bill Nunes        | 14.11.1986                     |
| 90    | 67090 | Orkos Schatten             | Shades of Orko                     | Bill Reed         | 21.11.1986                     |
| 91    | 67091 | Das Bienenvolk             | Assault on the Hive                | Richard Trueblood | 13.12.1986                     |
| 92    | 67092 | Das Land der Bibbets       | The Bibbet Story                   | Marsh Lamore      | 28.11.1986                     |
| 93    | 67093 | Das kleine Einhorn         | Swifty's Baby                      | Ed Friedman       | 05.12.1986                     |